# Municipio de Gail Lake
El municipio de Gail Lake (en inglés: Gail Lake Township) es un municipio ubicado en el condado de Crow Wing en el estado estadounidense de Minnesota. En el año 2010 tenía una población de 97 habitantes y una densidad poblacional de 2,06 personas por km².

## Geografía
El municipio de Gail Lake se encuentra ubicado en las coordenadas 46°45′12″N 94°18′33″O / 46.75333, -94.30917. Según la Oficina del Censo de los Estados Unidos, el municipio tiene una superficie total de 46.99 km², de la cual 43,4 km² corresponden a tierra firme y (7,63 %) 3,58 km² es agua.

## Demografía
Según el censo de 2010, había 97 personas residiendo en el municipio de Gail Lake. La densidad de población era de 2,06 hab./km². De los 97 habitantes, el municipio de Gail Lake estaba compuesto por el 96,91 % blancos, el 3,09 % eran asiáticos. Del total de la población el 0 % eran hispanos o latinos de cualquier raza.